# Come Get It!
 (septembre 2017).
Si vous disposez d'ouvrages ou d'articles de référence ou si vous connaissez des sites web de qualité traitant du thème abordé ici, merci de compléter l'article en donnant les références utiles à sa vérifiabilité et en les liant à la section « Notes et références ».
Albums de Rick James
Bustin' Out of L Seven
(1979)
Singles
1. Mary Jane
Sortie : 1978
2. You and I
Sortie : 1978

Come Get It! est le premier album du chanteur, musicien et producteur de funk et de soul américain Rick James, sorti en 1978 sous le label Motown Gordy Records.
Les singles, You and I et Mary Jane ont permis à l'album d'être certifié disque d'or aux États-Unis, par la RIAA.

## Liste des titres
Toutes les chansons sont écrites et composées par Rick James.
|       | 'Face A'              |      |
| A1.   | Stone City Band, Hi!  | 3:30 |
| A2.   | You and I             | 8:09 |
| A3.   | Sexy Lady             | 3:53 |
| A4.   | Dream Maker           | 5:16 |
|       | 'Face B'              |      |
| B1.   | Be My Lady            | 4:49 |
| B2.   | Mary Jane             | 4:58 |
| B3.   | Hollywood             | 7:27 |
| B4.   | Stone City Band, Bye! | 1:11 |
| 39:13 |                       |      |

| Titre bonus réédition digitale, | Titre bonus réédition digitale, | Titre bonus réédition digitale, | Titre bonus réédition digitale, | Titre bonus réédition digitale, | Titre bonus réédition digitale, | Titre bonus réédition digitale, | Titre bonus réédition digitale, | Titre bonus réédition digitale, | Titre bonus réédition digitale, |
| No                              | Titre                           | Durée                           |                                 |                                 |                                 |                                 |                                 |                                 |                                 |
| ------------------------------- | ------------------------------- | ------------------------------- | ------------------------------- | ------------------------------- | ------------------------------- | ------------------------------- | ------------------------------- | ------------------------------- | ------------------------------- |
| 9.                              | You and I (Extended M+M Mix)    | 9:55                            |                                 |                                 |                                 |                                 |                                 |                                 |                                 |
| 49:02                           |                                 |                                 |                                 |                                 |                                 |                                 |                                 |                                 |                                 |

## Crédits
| - Rick James : chant, guitares, claviers, synthétiseurs, basse - Backing band : Stone City Band - Levi Ruffin, Jr. : claviers - Billy Nunn, Bobby Nunn : claviers, chœurs - Freddie Rappilo : guitare - Andy Rapillo, Richard Shaw : basse - Mike Caputy, Lorenzo Shaw : batterie - Randy and Mike Brecker, Flick, Berry, Steve Williams : cor d'harmonie - Levi Ruffin, Jackie Ruffin, Sascha Meeks, Richard Shaw, Vanessa Brooks Nunn, Joey Diggs, Anthony Ceasar, Roger Brown, Calvin Moore, Bennie McCullough : chœurs | - Production, mixage : Art Stewart, Rick James - Mastering : John Golden - Arrangements : Rick James - Ingénierie : Chuck Madden, Shelly Yakus - Design : Norm Ung, Joe Spencer - Photographie : Raul Vega |